# حركة تحرير أرض الصومال
حركة تحرير أرض الصومال هي حركة سياسية عسكرية تناضل من أجل تحرير أراضي الصومال من محمد سياد بري، وإعادة السيادة لأهل أرض الصومال.
اتخدت الحركة من العاصمة البريطانية لندن مقراً سياسياً لها، كما اتخذت من الأراضي الصومالية في شرق إثيوبيا مقرا عسكريا لها. خلال أقل من سنتين بدأت الحركة في تحقيق مكاسب سياسية وانتصارات عسكرية على نظام محمد سياد بري؛ إلى أن قامت في عام 1988م بهجومها الكاسح على النظام العسكري في المدن الرئيسية بإقليم أرض الصومال في حرب استمرت قرابة العامين؛ نجحت إثرها في تحرير أراضي إقليم أرض الصومال بالكامل من نظام محمد سياد بري، مما أدى إلى انهيار الحكومة المركزية في مقديشو في بداية عام 1991م.